# Lough Foyle
Lough Foyle (iriska: Loch Feabhail) är en vik i republiken Irland, på gränsen till Storbritannien. Den ligger i den norra delen av landet, 200 km norr om huvudstaden Dublin.